# Acarospora discreta
Acarospora discreta är en lavart som först beskrevs av Theodor 'Thore' Magnus Fries, och fick sitt nu gällande namn av H.Magn.. I den svenska databasen Dyntaxa används istället namnet Acarospora rosulata. Acarospora discreta ingår i släktet spricklavar, och familjen Acarosporaceae. Enligt den finländska rödlistan är arten otillräckligt studerad i Finland. Arten är reproducerande i Sverige. Artens livsmiljö är klippor (inklusive flyttblock).